# Lenka (jazyk)
Lenka, ve španělském přepisu lenca, je minoritní domorodý jazyk, kterým hovoří nepočetná skupina indiánů v Hondurasu a Salvadoru. Má několik nářečí, z nichž některá se řadí k tzv. makro-čibčským jazykům. U některých nářečí se zvažuje jejich klasifikace jako izolovaná. Stejně jako mnoho dalších domorodých jazyků této oblasti je na pokraji vyhynutí.